# イユンクス

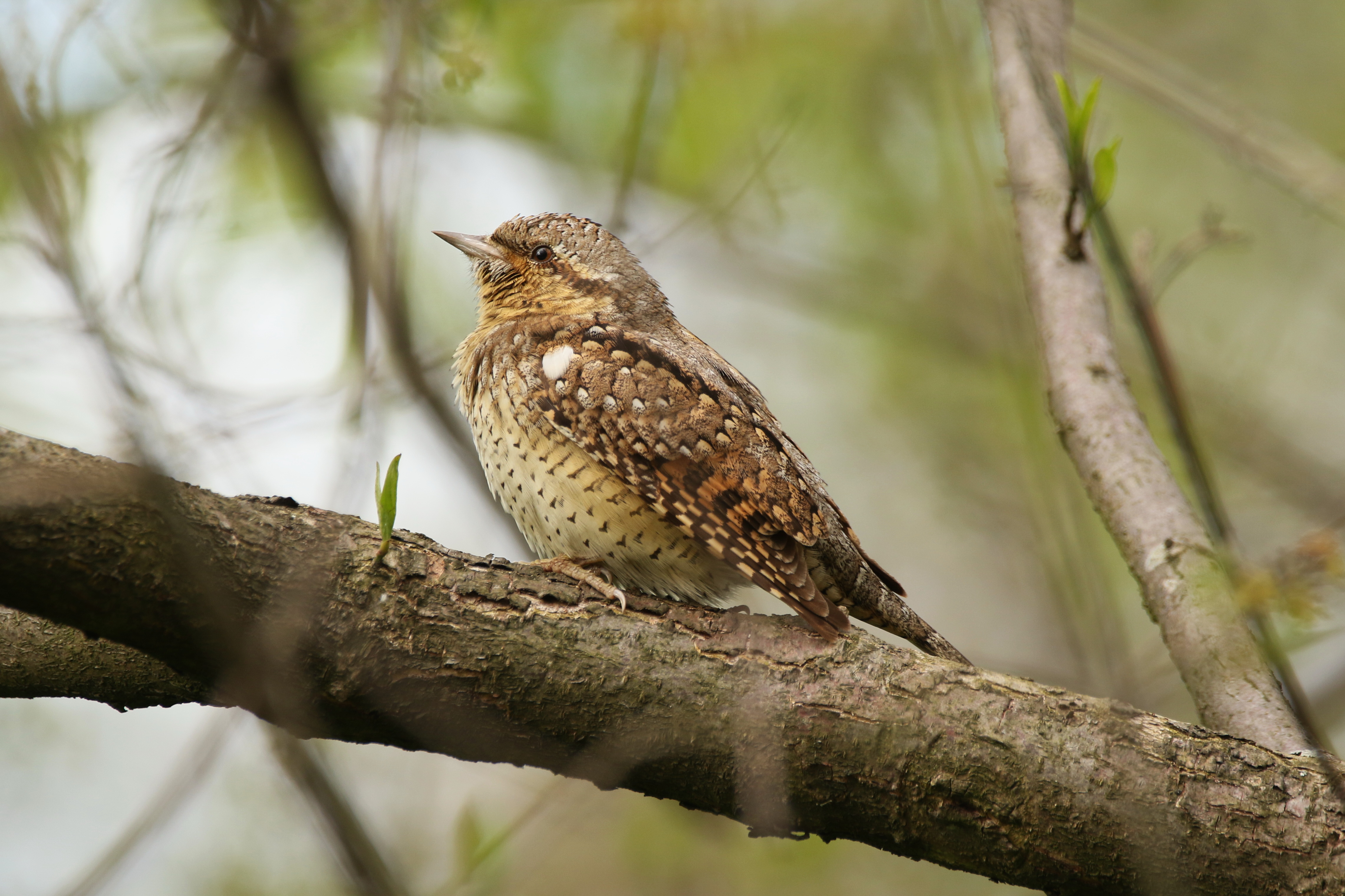
アリスイ。

イユンクス（古希: Ἴυγξ, Iynx）は、ギリシア神話に登場する女呪術師あるいはその呪術に用いられた道具である。アリスイの意。カリマコスによると牧神パーンとエコーの娘、あるいはペイトーの娘。

## 神話
神話によるとイユンクスは呪いでゼウスをイーオーかあるいは自分に対して恋するように仕向けたために、女神ヘーラーによって石像あるいは自分と同じ名前の鳥（アリスイ）に変えられた。
鳥
アリスイは繁殖期に首を回して相手を呼ぶことから、古来より恋の呪術に用いられ、小さな車輪にアリスイを結びつけて回すことで相手に恋愛感情を起こすことが出来るとされた。
古くは抒情詩人ピンダロスがこの呪術に言及しており、またテオクリトスも恋愛に関する詩の中で言及している。ピンダロスによるとコルキスの魔女メーデイアをイアーソーンに恋させるために、愛と美の女神アプロディーテーが「車輪の四本の輻」にアリスイを結びつけた呪具を作り、イユンクスの呪具と呪文としてイアーソーンに与えたのが嚆矢であり、イアーソーンはこの呪術を用いることでメーデイアを仲間に引き入れ、金羊毛を奪うことに成功したとしている。
テオクリトスは『エイデュリア』第2歌で、自分を捨てた恋人の心を取り戻すために魔法の薬を調合する女シマタイについて歌っているが、シマタイは月の女神セレーネーや魔術の女神ヘカテーに加護を願いながら、167行の詩の前半部分で実に10回もイユンクスの車輪に祈りを捧げている（後半はセレーネーに祈りを捧げている）。
その他にアリスイに関する神話としてアントーニーヌス・リーベラーリスの異説がある。それによると北方のエマーティアの王ピーエロスに9人の娘ピーエリスたちがいた。彼女たちはムーサイとの詩比べに敗れて鳥に変えられたが、そのうちの1人がアリスイに変じたという。また古代アレクサンドリア図書館の初代館長ゼノドトスは、ハーデースの神話に登場するメンター（ミントつまり薄荷）をイユンクスと呼ぶ人々がいたと証言している。
器物
また、車輪に括るアリスイと同一の効果があるものとして、イユンクスと称する小器物もあり、魔女たちはこれを回転させて恋する相手に呪術を施したとされる。イギリスの文献学者アンドリュー・シデナム・ファーラー・ゴウは古代の壷絵からイユンクスの呪具を復元している。それによるとイユンクスは小さな車輪の中央に2つの穴があって、そこに長い紐を通して結んで輪にし、両端を十分に余裕を持たせ、つまんで引っ張ることで回転させる。するとイユンクスは繁殖期の鳥のように動き回り、奇妙な音を発するという。
なお、イユンクスは英語のジンクスの語源となっている。

## 研究
イユンクスはしばしばイクシーオーンとよく似た存在であることが指摘されている。イクシーオーンはゼウスの妻ヘーラーを奪おうとしたが、企みが発覚すると車輪につながれ、「恩人には報いなければならない」と叫びながら永劫に回転し続ける罰を受けた。イユンクスはイクシーオーンの女性版ともいうべき存在であり、両者はいずれも誘惑してはならない者を誘惑したために罰を受け、回転する車輪と関連づけられている。同様の共通点はイユンクスの名前で呼ばれたメンテーにも見られる。これら3者についてマルセル・ドゥティエンヌはアドーニスに関する研究『アドニスの園』の中で構造主義の視点から論じている。それによるとイユンクスとイクシーオーンはゼウスとヘーラーの夫婦関係に害を与えようとし、ミンターもまたハーデースとペルセポネーの夫婦関係に害を与える存在として語られており、彼らは儀礼的・神話的に結婚を象徴する神々の夫婦に対して、その仲を引き裂いて自らと結びつけようとする誘惑者であり、カリス（優美）とペイトー（説得）の2つの対立概念の社会的文脈の中に位置付けられていると論じている。